# Bob Semple

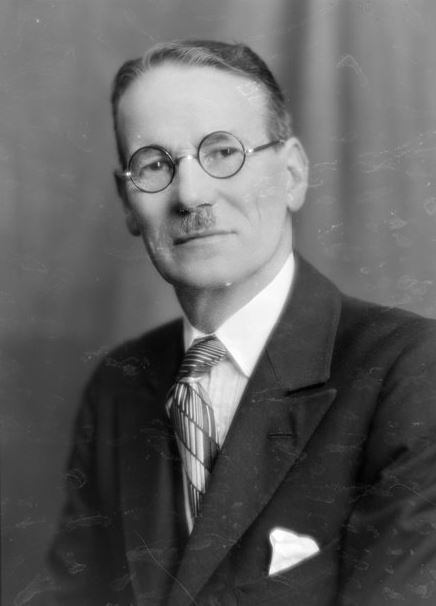
Bob Semple (1935)

Robert “Bob” Semple (* 21. Oktober 1873 in Sofala, New South Wales; † 31. Januar 1955 in New Plymouth) war ein neuseeländischer Gewerkschaftsführer australischer Abstammung und Minister of Public Works in der ersten neuseeländischen Labour-Regierung.
Semple wurde 1873 in Sofala im australischen New South Wales geboren. Er begann bereits früh im Goldbergbau zu arbeiten. 1903 beteiligte er sich an einem Bergarbeiterstreik in Victoria und kam nach dessen Niederlage auf eine Schwarze Liste. Semple zog darauf in die Region West Coast auf der Südinsel Neuseelands. 1907 war er Vorsitzender der Bergarbeitergewerkschaft von Runanga und bekam den Spitznamen 'Fighting Bob Semple' (Kämpfender Bob Semple).
1913 kam er wegen der Unterstützung des Generalstreiks und erneut 1916 wegen seines Kampfes gegen die Wehrpflicht für den Einsatz in Übersee während des Ersten Weltkrieges ins Gefängnis.

## Parlamentarier
Semple wurde 1918 bei Nachwahlen an Stelle von Alfred Humphrey Hindmarsh für den Wahlbezirk Wellington South als Abgeordneter der New Zealand Labour Party ins Parlament gewählt, verlor den Sitz jedoch bei den folgenden Wahlen 1919 wieder an George Mitchell.
1928 gewann er den Sitz von Wellington East, den er bis 1946 behielt. Der Wahlbezirk wurde dann in Miramar umbenannt und Semple war bis zu seinem Rückzug aus der Politik 1954 dessen Abgeordneter.
Semple hatte mehrere wichtige Posten auf dem Gebiet der Infrastruktur inne, so war er Minister of Public Works und von 1941 bis 1949 Eisenbahnminister. Er wurde von vielen als Verkörperung der Infrastrukturmaßnahmen der ersten Labour-Regierung gesehen. Während des Zweiten Weltkrieges konstruierte und baute er den Bob Semple Tank, ein auf Basis eines Kettenschleppers improvisiertes Panzerfahrzeug, das zwar ein konstruktiver Fehlschlag war und nie im Kampf eingesetzt wurde, dennoch von vielen Neuseeländern mit einer gewissen Zuneigung betrachtet wurde und wird.
Semple ließ sich 1954 nicht erneut aufstellen. Sein Nachfolger als Abgeordneter für Miramar wurde Bill Fox. Semple starb am 31. Januar 1955 in New Plymouth.
Seine Frau Margaret war 1938 bis 1941 Stadträtin von Wellington City.